# Lämmergrundbach
Der Lämmergrundbach ist ein linker Nebenfluss der Roten Weißeritz, der bei Dippoldiswalde-Paulsdorf in die Talsperre Malter im sächsischen Osterzgebirge mündet.

## Verlauf
Seinen Ursprung hat er am Ausläufer des Lämmer-Bergs bei Reichstädt, danach fließt er in nordöstliche Richtung am Waldgebiet Böthchen vorbei nach Paulsdorf, wo zuletzt der Paulsdorfer Bach von links zumündet. Gleich danach fließt er orografisch von links durch seine Mündungsbucht an der Talsperre Malter in die den Stausee durchfließende Rote Weißeritz ein. Vor seiner Mündung wird er auch Paulsdorfer Bach genannt. Zwischen der Quelle und dem Schwemm-Teich, wie zwischen dem Schwemm-Teich und dem Friedrichs-Teich ist der Bach verrohrt.

## Teiche

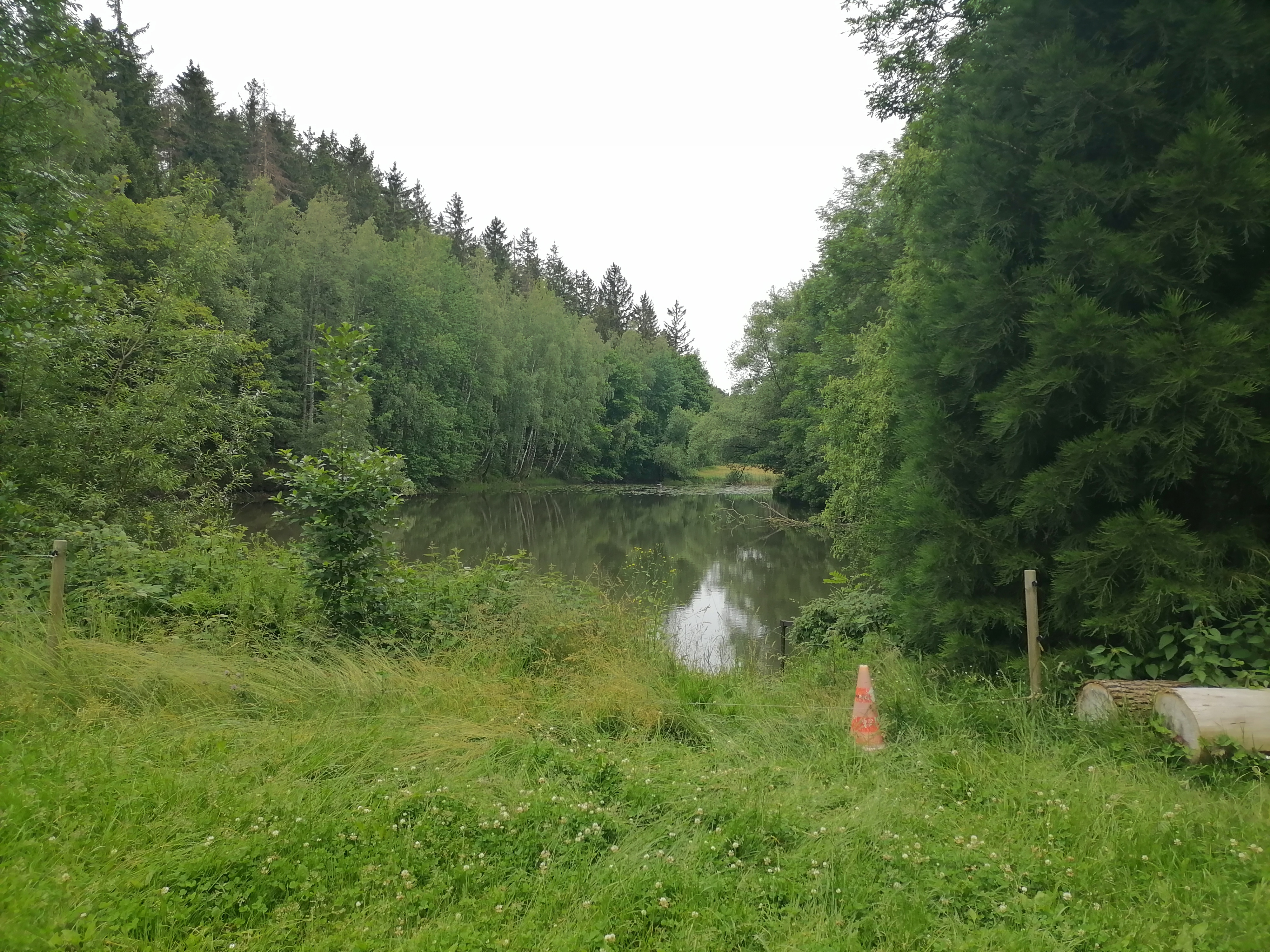
Kerbenteich

Der oberste Teich unterhalb der Beerwalder Straße bei Reichstädt ist der Schwemmteich; noch weiter flussaufwärts lag früher der Sauteich. Flussabwärts folgen am Gewerbegebiet Reichstädt ein im 20. Jahrhundert angelegter Teich, unterhalb von diesem der Friedrichsteich, am Dippoldiswalde-Ruppendorfer Marktsteig der Kerbenteich und an der Berreuther Straße bei Berreuth der Schwarze-Teich.